# رهاب البالونات

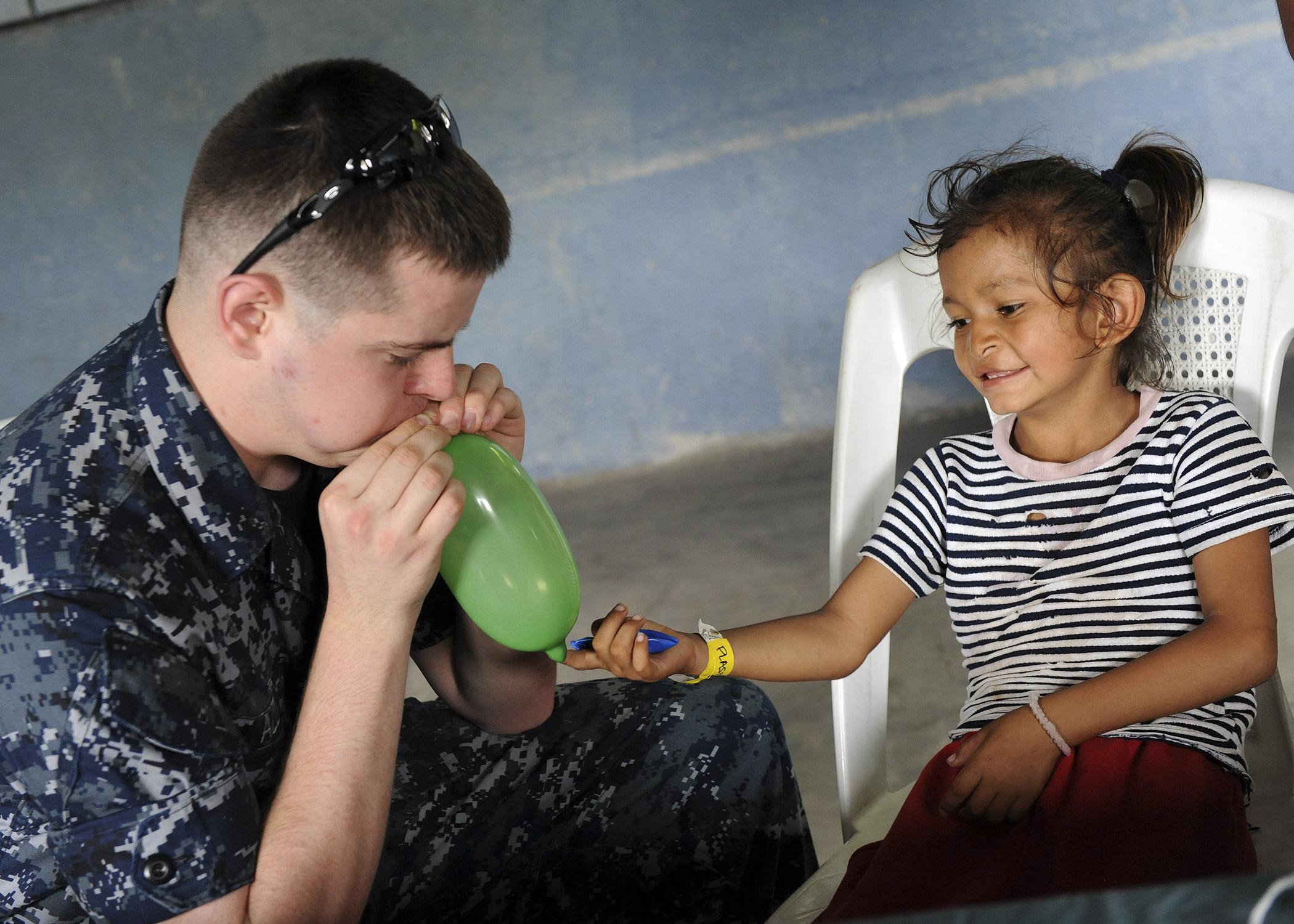

رهاب البالونات هو الخوف المرضي من البالونات. و قد يكون مصدر هذا الخوف هو صوت البالونات عندما تنفجر.
يشعر المريض بالخوف المرضي في الفكر أو البصر أو اللمس أو حتى من البالونة، ومع ذلك فإن معظم الأفراد يخافون فقط من الصوت فرقعة البالونة، وقد يشعر بعض المرضى بالقلق، عند تضخيم البالونة.

## أسباب الخوف من البالونة
وكما هو الحال عند بداية الإصابة برهاب هو المرور بتجربة سيئة منذ الصغر بسبب البالونة، والتى تنخفض تدريجياً مع التقدم في السن.  
ويشعر معظم الأطفال بالخوف من حضور حفلات أعياد الميلاد أو المعارض بسبب الخوف من البالونات، ولكن عندما يدرك الأطفال الآخرون ذلك، فإنهم يميلون إلى مضايقة الطفل المعذِّب أو التنمر عليه، مما يؤدى إلى المزيد من الأفكار المرعبة حول البالونات.